# فهرست شهرهای نپال
فهرست شهرهای نپال بر پایه جمعیت
| رده | شهرداری          | سرشماری ۱۹۹۱ | سرشماری ۲۰۰۱ | برآورد ۲۰۰۵ | ناحیه            |
| --- | ---------------- | ------------ | ------------ | ----------- | ---------------- |
| ۱   | کاتماندو         | ۴۲۱٫۲۵۸      | ۶۷۱٫۸۴۶      | ۷۹۰٫۶۱۲     | کاتماندو         |
| ۲   | پوکارا           | ۹۵٫۲۸۸       | ۱۵۶٫۳۱۲      | ۱۸۶٫۴۱۰     | کاسکی            |
| ۳   | لالیتپور         | ۱۱۵٫۸۶۵      | ۱۶۲٫۹۹۱      | ۱۸۳٫۳۱۶     | للیتپور          |
| ۴٫  | بیراتنگار        | ۱۲۹٫۳۸۸      | ۱۶۶٫۶۷۴      | ۱۶۸٫۳۳۱     | مارنگ            |
| ۵   | بیرگونج          | ۶۹٫۰۰۵       | ۱۱۲٫۴۸۴      | ۱۳۳٫۲۴۴     | پارسا            |
| ۶   | داران            | ۶۶٫۴۵۷       | ۹۵٫۳۳۲       | ۱۲۸٫۶۰۵     | بخش سونساری      |
| ۷   | باراتپور         | ۵۴٫۶۷۰       | ۸۹٫۳۲۳       | ۱۱۷٫۱۶۲     | بخش چیتوان       |
| ۸٫  | Bhim Dutta       | ۶۲٫۰۵۰       | ۸۰٫۸۳۹       | ۹۹٫۱۲۴      | Kanchanpur       |
| ۹٫  | بوتوال           | ۴۴٫۲۷۲       | ۷۵٫۳۸۴       | ۹۱٫۷۳۷      | بخش روپاندهی     |
| ۱۰  | هتودا            | ۵۳٫۸۳۶       | ۶۸٫۴۸۲       | ۸۴٫۸۰۰      | بخش ماکوانپور    |
| ۱۱  | باکتاپور         | ۶۱٫۴۰۵       | ۷۲٫۵۴۳       | ۷۶٫۸۹۰      | بخش باکتاپور     |
| ۱۲  | جاناکپور         | ۵۴٫۷۱۰       | ۶۷٫۱۹۲       | ۷۴٫۲۵۸      | بخش دانوسا       |
| ۱۳  | Dhangadhi        | ۴۴٫۷۵۳       | ۶۷٫۴۴۷       | ۷۳٫۱۵۱      | بخش کایلالی      |
| ۱۴  | ایتاهاری         | ۲۶٫۸۲۴       | ۴۱٫۲۱۰       | ۷۲٫۳۸۷      | بخش سونساری      |
| ۱۵  | تریوگا           | ۳۷٫۵۱۲       | ۵۵٫۲۹۱       | ۷۱٫۲۶۰      | Udayapur         |
| ۱۶  | سیدارتاناگار     | ۳۹٫۴۷۳       | ۵۲٫۵۶۹       | ۶۳٫۳۷۲      | بخش روپاندهی     |
| ۱۷  | نپالگونج         | ۴۷٫۸۱۹       | ۵۷٫۵۳۵       | ۶۱٫۴۷۷      | Banke            |
| ۱۸  | Madhyapur Thimi  | ۳۱٫۹۷۰       | ۴۷٫۷۵۱       | ۵۸٫۸۰۷      | بخش باکتاپور     |
| ۱۹  | Mechinagar       | ۳۷٫۱۰۸       | ۴۹٫۰۶۰       | ۵۶٫۱۷۳      | بخش جاپا         |
| ۲۰  | گوراهی           | ۲۹٫۰۵۰       | ۴۳٫۱۲۶       | ۵۵٫۵۳۶      | Dang Deukhuri    |
| ۲۱  | لکنات            | ۳۰٫۱۰۷       | ۴۱٫۳۶۹       | ۵۳٫۲۱۶      | Kaski            |
| ۲۲  | کیرتیپور         | ۳۱٫۳۳۸       | ۴۰٫۸۳۵       | ۵۱٫۳۳۵      | بخش کاتماندو     |
| ۲۳  | بیرندراناگار     | ۲۲٫۹۷۳       | ۳۱٫۳۸۱       | ۴۹٫۹۹۳      | بخش سورکت        |
| ۲۴  | گولاریا          | ۳۰٫۶۲۱       | ۴۶٫۰۱۱       | ۴۹٫۴۵۷      | Bardiya          |
| ۲۵  | تیکاپور          | ۲۵٫۶۳۹       | ۳۸٫۷۲۲       | ۴۴٫۷۶۲      | بخش کایلالی      |
| ۲۶  | Ratnanagar       | ۲۵٫۱۱۸       | ۳۷٫۷۹۱       | ۴۳٫۶۶۵      | بخش چیتوان       |
| ۲۷  | کالاینا          | ۱۸٫۴۹۸       | ۳۲٫۲۶۰       | ۳۹٫۳۶۷      | بخش بارا         |
| ۲۸  | Tulsipur         | ۲۲٫۶۵۴       | ۳۳٫۸۷۶       | ۳۹٫۰۶۱      | Dang Deukhuri    |
| ۲۹  | کامالامای        | ۲۴٫۳۶۸       | ۳۲٫۸۳۸       | ۳۶٫۴۴۰      | بخش سیندولی      |
| ۳۰  | Damak            | ۴۱٫۳۲۱       | ۳۵٫۰۰۹       | ۳۳٫۷۶۶      | بخش جاپا         |
| ۳۱  | گورکا            | ۲۰٫۶۳۳       | ۲۵٫۷۸۳       | ۳۵٫۴۵۵      | Gorkha           |
| ۳۲  | Rajbiraj         | ۲۴٫۲۲۷       | ۳۰٫۳۵۳       | ۳۳٫۰۶۳      | بخش ساپتاری      |
| ۳۳  | Kapilvastu       | ۱۷٫۱۲۶       | ۲۷٫۱۷۰       | ۳۲٫۱۳۹      | Kapilvastu       |
| ۳۴  | Byas             | ۲۰٫۱۲۴       | ۲۸٫۲۴۵       | ۳۱٫۸۲۶      | Tanahu           |
| ۳۵  | لاهان            | ۱۹٫۰۱۸       | ۲۷٫۶۵۴       | ۳۱٫۴۹۷      | بخش سیراها       |
| ۳۶  | پوتالیبازار      | ۲۵٫۸۷۰       | ۲۹٫۶۶۷       | ۳۱٫۰۴۳      | Syangja          |
| ۳۷  | پانوتی           | ۲۰٫۴۶۷       | ۲۵٫۵۶۳       | ۲۷٫۶۰۴      | بخش کاورپالانچوک |
| ۳۸  | Gaur             | ۲۰٫۴۳۴       | ۲۵٫۳۸۳       | ۲۷٫۳۲۷      | Rautahat         |
| ۳۹  | Dipayal-Silgadhi | ۱۲٫۳۶۰       | ۲۲٫۰۶۱       | ۲۷٫۰۸۸      | Doti             |
| ۴۰  | Inaruwa          | ۱۸٫۵۴۷       | ۲۳٫۲۰۰       | ۲۵٫۰۳۱      | بخش سونساری      |
| ۴۱  | Siraha           | ۲۱٫۸۶۶       | ۲۳٫۹۸۸       | ۲۴٫۶۵۹      | بخش سیراها       |
| ۴۲  | Ramgram          | ۱۸٫۹۱۱       | ۲۲٫۶۳۰       | ۲۴٫۰۱۴      | Nawalparasi      |
| ۴۳  | Jaleswar         | ۱۸٫۰۸۸       | ۲۲٫۰۴۶       | ۲۳٫۵۷۴      | بخش ماهوتاری     |
| ۴۴  | Baglung          | ۱۵٫۲۱۹       | ۲۰٫۸۵۲       | ۲۳٫۲۹۷      | Baglung          |
| ۴۵  | تانسن            | ۱۳٫۵۹۹       | ۲۰٫۴۳۱       | ۲۳٫۱۹۰      | Palpa            |
| ۴۶  | کاندباری         | ۱۸٫۷۵۶       | ۲۱٫۷۸۹       | ۲۲٫۹۰۴      | بخش سانکوواسابا  |
| ۴۷  | بیمسوار          | ۱۹٫۲۶۰       | ۲۱٫۹۱۶       | ۲۲٫۸۵۱      | بخش دولاکا       |
| ۴۸  | Dhankuta         | ۱۷٫۰۷۳       | ۲۰٫۶۶۸       | ۲۲٫۰۸۵      | شهرستان دانکوتا  |
| ۴۹  | بیدور            | ۱۸٫۶۹۴       | ۲۱٫۱۹۳       | ۲۲٫۰۶۳      | بخش نوواکوت      |
| ۵۰  | والینگ           | ۱۶٫۷۱۲       | ۲۰٫۴۱۴       | ۲۱٫۸۶۹      | Syangja          |
| ۵۱  | Narayan          | ۱۵٫۷۳۸       | ۱۹٫۴۴۶       | ۲۰٫۹۱۰      | Dailekh          |
| ۵۲  | Malangwa         | ۱۴٫۱۴۲       | ۱۸٫۴۸۴       | ۲۰٫۲۸۵      | بخش سارلاهی      |
| ۵۳  | Bhadrapur        | ۱۵٫۲۱۰       | ۱۸٫۱۴۵       | ۱۹٫۵۲۴      | بخش جاپا         |
| ۵۴  | اماراگادهی       | ۱۶٫۴۹۴       | ۱۸٫۳۹۰       | ۱۹٫۰۱۵      | Dadeldhura       |
| ۵۵  | داساراتچاند      | ۱۸٫۰۵۴       | ۱۸٫۳۴۵       | ۱۸٫۳۱۸      | Baitadi          |
| ۵۶  | Ilam             | ۱۳٫۱۹۷       | ۱۶٫۲۳۷       | ۱۷٫۴۹۲      | بخش ایلام        |
| ۵۷  | بانپا            | ۱۲٫۵۳۷       | ۱۵٫۸۲۲       | ۱۷٫۱۵۴      | بخش کاورپالانچوک |
| ۵۸  | Dhulikhel        | n٫a٫         | ۱۱٫۵۲۱       | ۱۰٫۱۷۰      | بخش کاورپالانچوک |

## فهرست الفبایی
1. اماراگادهی (سابقاً Dadeldhura
2. Bandipur
3. بانپا
4. Besisahar
5. Bhadrapur
6. باکتاپور
7. باراتپور، نپال
8. بیمسوار (سابقاً Charikot
9. Birtamode
10. Bhim Dutta (سابقاً Mahendranagar
11. بیدور
12. بیراتنگار
13. بیرندراناگار
14. بیرگونج
15. بوتوال
16. Chandranigahpur
17. Damak
18. Darchula
19. داساراتچاند
20. Dhangadhi
21. Dhankuta
22. داران، نپال
23. Dhulikhel
24. Dhunche
25. Dipayal-Silgadhi
26. گااور
27. گوراهی
28. گورکا (سابقاً Prithibinarayan
29. گولاریا
30. هتودا
31. Ilam
32. Inaruwa
33. ایتاهاری
34. Jajarkot
35. Jaleshwar
36. جاناکپور
37. Jomsom
38. Jumla
39. کالاینا
40. Kalika (سابقاً Baglung
41. کامالامای (سابقاً Sindhulimadi
42. Kapilvastu (سابقاً Taulihawa
43. کاتماندو
44. کاندباری
45. کیرتیپور
46. Kodari
47. لاهان
48. لالیتپور (سابقاً Patan
49. لکنات
50. Lukla
51. لومبینی
52. Madhyapur Thimi
53. Malangawa
54. Manang
55. Mangalsen
56. Mechinagar (سابقاً Kankarbhitta
57. Mustang
58. Namche Bazar
59. Narayan (سابقاً Dailekh
60. نپالگونج
61. Okhaldhunga
62. پانوتی
63. پوخارا
64. پوتالیبازار
65. Rajbiraj
66. Ramgram (سابقاً Parasi
67. Ratnanagar
68. Rumjatar
69. سیدارتاناگار
70. Simikot
71. Simra
72. Siraha
73. فرودگاه سینگابوچ
74. تانسن
75. تیکاپور
76. تریوگا (سابقاً Gaighat
77. Tulsipur
78. تاپلجونگ
79. والینگ
80. ویاس (سابقاً Damauli

الگو:موضوعات نپال